# Gustaf Lagercrantz (1856–1925)
Henrik Gustaf Lagercrantz, född 27 maj 1856, död 14 februari 1925, var en svensk amiral.

## Biografi
Lagercrantz blev underlöjtnant vid flottan 1877, löjtnant 1882, kapten 1890, kommendörkapten av andra graden 1899 och av första graden 1902.Han utnämndes till kommendör 1905, konteramiral 1913 och slutligen viceamiral 1919. År 1919 tog Lagercrantz avsked ur flottan och övergick till reserven.
Gustaf Lagercrantz var son till finansministern Gustaf Lagercrantz och Augusta Zethelius. Gustaf Lagercrantz gifte sig 1881 med ‘Dika’ Wrangel af Sauss (1859–1929) och var far till bankdirektör Carl Lagercrantz, överste Henric Lagercrantz, Charlotta, Louise Augusta, Elisabet och Magnus Gustaf ‘Manne’ Lagercrantz.
Lagercrantz blev ledamot av andra klassen av Krigsvetenskapsakademien 1901 och av första klassen 1913. Han blev även ledamot av Örlogsmannasällskapet 1895 och hedersledamot 1913.

## Utmärkelser

### Svenska utmärkelser
- Kommendör med stora korset av Svärdsorden, 5 juni 1920.[7]

### Utländska utmärkelser
- Kommendör av andra graden av Danska Dannebrogorden, senast 1925.[4]
- Kommendör av Italienska kronorden, senast 1925.[4]
- Riddare av andra klassen av Preussiska Röda örns orden, senast 1925.[4]
- Riddare av andra klassen av Ryska Sankt Annas orden, senast 1925.[4]
- Riddare av första klassen av Norska Sankt Olavs orden, senast 1925.[4]
- Fjärde klassen av Japanska Uppgående solens orden, senast 1925.[4]